# Kappa Cassiopeiae
Kappa Cassiopeiae (κ Cassiopaiae, förkortat Kappa Cas, κ Cas), som är stjärnans Bayer-beteckning, är en ensam stjärna belägen i den mellersta delen av stjärnbilden Cassiopeja. Den har en skenbar magnitud på 4,16, är synlig för blotta ögat där ljusföroreningar ej förekommer. Baserat på parallaxmätning inom Hipparcosuppdraget på ca 0,73 mas, beräknas den befinna sig på ett avstånd på ca 4 000 ljusår (ca 1 400 parsek) från solen.

## Egenskaper
Kappa Cassiopeiae är en blå till vit superjättestjärna av spektralklass BC0.7 Ia. Stjärnan har en beräknad massa som är ca 33 gånger större än solens massa, en radie som likaledes är ca 33 gånger större än solens. Den utsänder från dess fotosfär ca 302 000 gånger mera energi än solen vid en effektiv temperatur av ca 23 500 K. Stjärnan har ett ovanligt spektrum som har anomalöst svaga kvävelinjer, antaget som en verklig kvävebrist i atmosfären. Detta markeras av de modifierade bokstaven C. Den interpoleras också till BC0.7, vilket är något varmare än en standard B1-stjärna.
Kappa Cassiopeiae är en pulserande variabel av Alfa Cygni-typ (ACYG). 
Stjärnan varierar i magnitud 4,12-4,21 med perioder av 2 timmar, 9 dygn, och 2,64690 dygn, som rapporterats från observationer vid olika tidpunkter.

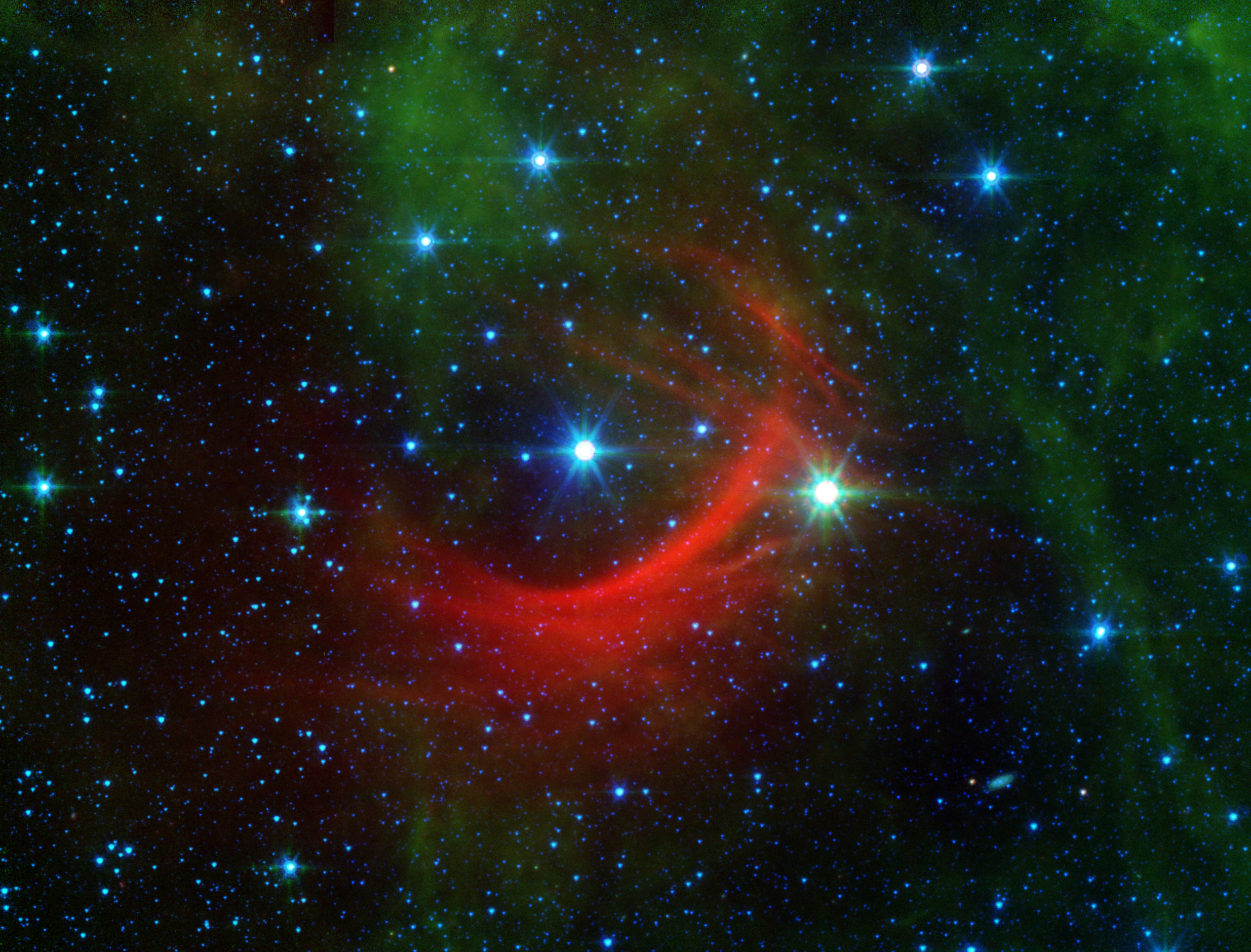
Kappa Cassiopeiae och dess bogchock. Spitzer infraröd bild (NASA/JPL-Caltech)

Kappa Cassiopeiae är en flyktstjärna, som rör sig omkring 1 100 km/s i förhållande till sina grannar. Dess magnetfält och stjärnvind av partiklar skapar en synlig bogchock 4 ljusår framför den, när de kolliderar med diffusa och vanligtvis osynliga, interstellära gaser och stoft. Bågchockens dimensioner är stora: ca 12 ljusår lång och 1,8 ljusår bred.